# Telmatobius latirostris
Telmatobius latirostris es una especie  de anfibios de la familia Leptodactylidae.

## Distribución geográfica
Se encuentra en Perú. 

## Estado de conservación
Se encuentra amenazada de extinción por la pérdida de su hábitat natural.